# دونالد تشرشل
دونالد تشرشل (6 نوفمبر 1930 - 29 أكتوبر 1991)، هو ممثل وكاتب مسرحي إنجليزي. ظهر في العديد من الإنتاجات السينمائية والتلفزيونية على مدار 35 عامًا وكتب عدة سيناريوهات تلفزيونية.
تزوج تشرشل من الممثلة بولين ياتس عام 1960.
توفي في إسبانيا بنوبة قلبية بعد تصوير الحلقة الأخيرة له من El CID لتلفزيون غرناطة حيث لعب دور سيد الميناء ميتكالف.

## روابط خارجية
دونالد تشرشل على موقع IMDb (الإنجليزية)
- دونالد تشرشل على موقع ألو سيني (الفرنسية)
- دونالد تشرشل على موقع أول موفي (الإنجليزية)
- دونالد تشرشل على موقع قاعدة بيانات الأفلام السويدية (السويدية)
- دونالد تشرشل على موقع قاعدة بيانات الفيلم (الإنجليزية)
- دونالد تشرشل على موقع كينوبويسك (الروسية)